# Bezirk Almirante
Almirante ist ein Bezirk (distrito) der Provinz Bocas del Toro in Panama. Die Einwohnerzahl betrug laut Volkszählung 2023 28.368. Es wurde am 8. Juni 2015 durch Gesetz 39 geschaffen, indem es vom Bezirk Changuinola abgespalten wurde.

## Gliederung
Der Bezirk Almirante ist administrativ in zehn Corregimientos unterteilt:
- Almirante
- Barrio Francés
- Barriada Guaymí
- Nance de Risco
- Valle de Agua Arriba
- Valle del Risco
- Bajo Culubre
- Cauchero
- Ceiba
- Miraflores